# جون بوكانان (سياسي)
جون بوكانان (بالإنجليزية: John Buchanan)‏ هو محامي وسياسي كندي، ولد في 22 أبريل 1931 في كندا. حزبياً، نشط في جمعية المحافظين التقدمية لنوفا سكوشا.

## مناصب
- انتخب رئيس وزراء نوفا سكوتيا [الإنجليزية]‏ (5 أكتوبر 1978 – 12 سبتمبر 1990).
- انتخب عضو مجلس الشيوخ الكندي (11 سبتمبر 1990 – 22 أبريل 2006).
- انتخب عضو مجلس نواب نوفا سكوتيا (30 مايو 1967 – 11 سبتمبر 1990).
- انتخب رئيس وزراء نوفا سكوتيا [الإنجليزية]‏ (5 أكتوبر 1978 – 11 سبتمبر 1990).